# Metrica intrinseca
Nello studio matematico degli spazi metrici, si può considerare la lunghezza d'arco dei cammini nello spazio. Se due punti sono a una certa distanza l'uno dall'altro, è naturale aspettarsi che si dovrebbe essere in grado di arrivare da un punto all'altro lungo un cammino la cui lunghezza d'arco sia uguale (o arbitrariamente vicina) alla distanza. 
La metrica intrinseca è definita allora come l'estremo inferiore della lunghezza di tutti i cammini che congiungono due punti qualsiasi. Si dimostra innanzitutto che la definizione dà effettivamente luogo a una metrica sullo spazio, e quindi che tale metrica che gode di alcune proprietà peculiari. 

## Spazio metrici di lunghezza
Uno spazio metrico è detto uno spazio metrico di lunghezza se la metrica intrinseca coincide con la metrica originale dello spazio. Un esempio banale di spazio di lunghezza è il piano reale, con la metrica ordinaria (o il piano reale privo di un punto, o di un numero finito di punti). In controesempio immediato è fornito dal piano reale privato (ad esempio) della sfera unitaria (in questo caso, basta considerare le coppie di punti il cui segmento congiungente interseca internamente la sfera).

## Definizioni
Sia {\displaystyle (M,d)} uno spazio metrico. Definiamo una nuova metrica {\displaystyle d_{I}} su {\displaystyle M}, nota come la metrica intrinseca indotta, nel modo seguente:
{\displaystyle d_{I}(x,y)} è l'estremo inferiore delle lunghezze di tutti i cammini da {\displaystyle x} a {\displaystyle y}. 
Qui, un cammino da {\displaystyle x} a {\displaystyle y} è una mappa continua
{\displaystyle \gamma :[0,1]\rightarrow M}
con {\displaystyle \gamma (0)=x} e {\displaystyle \gamma (1)=y}. La lunghezza di tale cammino è definita nel modo spiegato per le curve rettificabili. Poniamo {\displaystyle d_{I}(x,y)=\infty } se non c'è nessun cammino di lunghezza finita da {\displaystyle x} a {\displaystyle y}. Se
{\displaystyle d_{I}(x,y)=d(x,y)\,}
per tutti i punti {\displaystyle x} e {\displaystyle y} in {\displaystyle M}, diciamo che {\displaystyle (M,d)} è uno spazio di lunghezza o uno spazio metrico di cammino e la metrica {\displaystyle d} è intrinseca.
Diciamo che la metrica {\displaystyle d} ha punti medi approssimativi se per qualsiasi {\displaystyle \varepsilon >0} e per qualsiasi coppia di punti  {\displaystyle x} e {\displaystyle y} in {\displaystyle M} esiste {\displaystyle c} in {\displaystyle M} tale che {\displaystyle d(x,c)} e {\displaystyle d(c,y)} siano entrambi minori di 
{\displaystyle {d(x,y)}/{2}+\varepsilon }.

### Conseguenze
Detta d la metrica originaria, e δ la metrica intrinseca, si ha
- δ(x, y) ≥ d(x, y) per ogni coppia di punti x e y;
- ogni cammino continuo rispetto alla metrica indotta da δ è continuo rispetto alla metrica d (non vale il viceversa);
- ogni cammino rettificabile secondo la metrica d è continuo e rettificabile secondo la metrica δ;
- la lunghezza di una curva è identica in entrambi i casi;
- la metrica intrinseca derivata da δ è uguale a δ.

## Esempi
- Lo spazio euclideo Rn con la metrica euclidea ordinaria è uno spazio metrico di cammino. Anche Rn - {0} lo è.
- la circonferenza unitaria S1 con la metrica ereditata dalla metrica euclidea di R2 (la metrica cordale) non è uno spazio metrico di cammino. La metrica intrinseca indotta su S1 misura le distanze come gli angoli in radianti, e lo spazio metrico di lunghezza che ne risulta è chiamato circonferenza riemanniana. In due dimensioni, la metrica cordale sulla sfera non è intrinseca, e la metrica intrinseca indotta è data dalla distanza ortodromica.
- Ogni varietà riemanniana può essere trasformata in uno spazio metrico di cammino definendo la distanza di due punti come l'estremo inferiore delle lunghezze delle curve differenziabili in modo continuo che collegano i due punti. (La struttura riemanniana consente di definire la lunghezza di tali curve.) Analogamente, tra le varietà nelle quali è definita una lunghezza vi sono le varietà di Finsler e le varietà sottoriemanniane.
- Qualsiasi spazio metrico completo e convesso è uno spazio metrico di lunghezza  (Khamsi e Kirk 2001, Teorema 2.16), un risultato dovuto a Karl Menger. L'inverso non è valido in generale, infatti ci sono spazi metrici di lunghezza che non sono convessi.

## Proprietà
- In generale, abbiamo d ≤ dl e la topologia definita da dl è perciò sempre più fine di o uguale a quella definita da d.
- Lo spazio (M, dl) è sempre uno spazio metrico di cammino (con il caveat, come detto prima, che dl può essere infinito).
- La metrica di uno spazio di lunghezza ha punti medi approssimativi. Viceversa, ogni spazio metrico completo con punti medi approssimativi è uno spazio di lunghezza.
- Il teorema di Hopf-Rinow afferma che se uno spazio di lunghezza {\displaystyle (M,d)} è completo e localmente compatto, allora due punti qualsiasi in {\displaystyle M} possono essere connessi da una geodetica minimizzante. Inoltre, nelle stesse ipotesi, tutti gli insiemi chiusi e limitati in {\displaystyle M} sono compatti mentre tutte le sfere sono connesse per archi.